# Magyar Demokrata
A Magyar Demokrata Magyarországon megjelenő, magát konzervatívnak valló országos politikai hetilap.

## Története
A Demokrata genezise a Pesti Hírlappal kezdődött, ami 1989–90-ben indult, és Magyarország első magántulajdonú, nemzeti liberális, kossuthi szellemiségű lapja volt.
Az újság főszerkesztőjének Bencsik Andrást választották. Ez az első lap, amely az akkori MDF-vezette koalícióhoz kötődött. A koalíciós kormány bukását követően az újság is megszűnt. Ezek után két vállalkozó indította el az Új Demokrata című hetilapot, ami fekete-fehér volt, és újságpapírra nyomtatták. Főszerkesztője szintén Bencsik András lett. Ekkor már arra törekedtek, hogy keresztény alapállású és konzervatív ideológiát kövessenek. 
A Demokrata név kezdetben foglalt volt, hiszen a rendszerváltást közvetlenül megelőző 1980-as években megjelent Nagy Jenő szamizdat újságja ugyanezt a nevet viselte. Kötöttek egy szabályos névhasználati szerződést, aminek következtében az újság címe véglegesen Demokrata lett. 1997 augusztusában, a választásokhoz közeledve a tulajdonosok egyik napról a másikra megszüntették a lapot. Arra hivatkoztak, hogy a Horn-kormány részéről mély nyomás nehezedett rájuk, ezért kellett így dönteniük. Az akkor már létezett szervezet, a Magyar Ház Alapítvány nevére bejegyeztették a Magyar Demokrata nevet. Egy hét kihagyással megjelent az első számuk, abban bízva, hogy az emberek már megismerték, megszerették a lapot annyira, hogy ezzel a kis változással is elfogadják. A két vállalkozóval adódtak problémák és nem sikerült megegyezniük. Pénzügyi gondjaikat beleírták a lapba, és az olvasók sok pénzzel segítettek az újraindulásban. Fontos állomás a lap történetében, hogy a Demokrata volt az első szerkesztőség, ahova Orbán Viktor miniszterelnökként elment. 
Jelentős fordulat volt 2000 tájékán, hogy az Orbán-kormány a törvény alapján elvette az MSZP-től azokat az ingatlanokat, melyekhez nem volt jogosultságuk, és a lap pályázat révén megkapta annak az épületnek földszintjét, ahol ma is tevékenykedik a szerkesztőség. Míg az Orbán-kormány tevékenységének kezdetén az újság példányszáma körülbelül 18 000 volt, a ciklus végére ez a szám 60 000-re emelkedett.

## Az újság szemlélete
A Demokrata attitűdje a Pesti Hírlap szemléletéhez képest egyáltalán nem változott, de a nemzeti liberalizmus helyett a konzervatív nemzeti keresztény nézetet kezdte hirdetni az újság. Erkölcsrendszerében keresztény, markánsan nemzeti, és inkább konzervatív, mint liberális vagy baloldali. Ma a Fidesz vallja azt az értékrendet, amely a lapnak kezdettől fogva fontos.

## Megjelenés, példányszám, olvasóhoz való eljutás módja
- Megjelenés: hetente

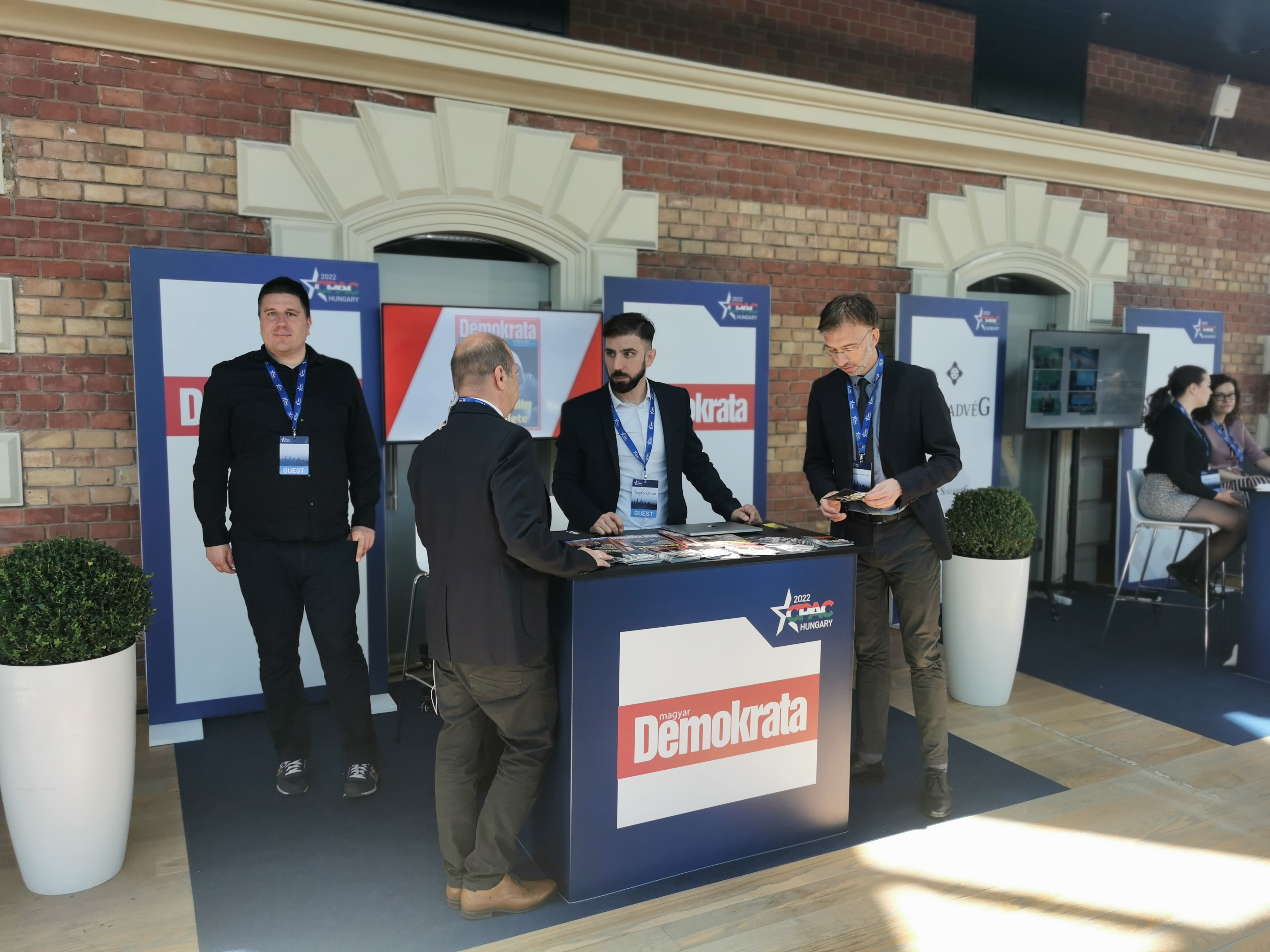
A Demokrata standja a CPAC-n

- Megjelenési forma: nyomtatott és elektronikus[2]

„Az interneten való megjelenítést nagyon hasznosnak tartom, hiszen van egy olyan réteg, aki elsősorban pénzmegtakarítási célból az interneten olvasgatja a híreket.” (Bencsik András, 2007)
- Kiadó: Artamondo Kft.
- Lapeladási adatok: Matesz

## Arculata
A Demokrata vizuális mintájául a Time szolgál. Fontos informáló funkciót töltenek be a képek: bizonyos oldalakon 40-60%-os kép-szövegarány figyelhető meg.
A hirdetések jelentősége minimális, kétoldalas apróhirdetés van a lapban, ahol kis-és középvállalkozók, apróhirdetők hirdetnek.

„Az olvasók véleménye rendkívül fontos az újság arculatának formálásában, a levelezési rovat kétoldalas, vannak állandó levelezők.” (Bencsik András, 2007)

## Állandó rovatok
- Magyarország (tényfeltáró és riporterrovat)
- Publicisztika (Bencsik András, Tóth Gy. László, Pozsonyi Ádám, Bognár József, Gazdag István és Lovas István írásai)
- Külföld – ismertető cikkek, elemzések
- Gazdaság
- Tudomány
- Életmód
- Kultúra – művészetkritikai rovat
- Arckép – célja egy rokonszenves, értékes emberrel megismertetni az olvasókat
- Naptár
- Műhely
- Levelezés

## Mellékletek
- DVTV: üzletileg sikertelen vállalkozásnak bizonyult, ezért beszüntették.
- Mellékletek aktuális témában – például adventi melléklet a 2007. november 29-i számban.
- Egy különszám megjelenése Csíksomlyóról
- A budavári kitörés évfordulójára írott dokumentum-összeállítás Európa hősei voltak címmel.

## A Demokrata újításai az újságírásban
„A lap szerkesztői a Time magazin mintájára alakították ki az újságot. Elmondható, hogy ezzel megjelent a formai tartalmú igényesség. Ez az első újság, ami színes, olvasmányos magazin, nem pedig egy agitációs propagandaszócső. A Demokrata máig az egyetlen jelentős politikai sajtótermék, amely beemelte a politikába a nemzeti őstörténetet.”

– (Bencsik András, 2007)